# Каунасский железнодорожный тоннель
Каунасский железнодорожный тоннель (лит. Kauno geležinkelio tunelis) — один из двух первых железнодорожных тоннелей, построенных в Российской империи.

## Описание

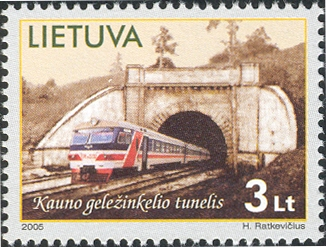
Каунасский железнодорожный тоннель на марке Литвы 2005 года

Открыт для движения в ноябре 1861 года на ветви Петербурго-Варшавской железной дороги, ведущей от ст. Ландварово до Прусской границы (ст. Вержболово). Проложен под одним из 30-метровых холмов на западной окраине Ковно (ныне городской район Шанчяй в Каунасе. Высота тоннеля составляет 6,6 м, ширина — 8,8 м, длина — 1285 м. Над тоннелем проходит улица Кайшядорю (лит. Kaišiadorių gatvė).

Длина тоннеля 600 саж. На протяжении 384 саж. он идет по прямой линии, а на остальном протяжении — по кривой в 450 саж. радиуса. Рельс в нём будет иметь уклон в 0,0015. Полотно дороги лежит на средней глубине 17 саж. ниже поверхности земли. Верхний грунт состоит из толстого слоя весьма твердой глины, с песчаными жилами, пропитанными водой, а нижний — из мелкого и влажного песку. Весь свод тоннеля будет находиться в глинистом, а стенки в песчаном грунте. Отчет Совета Управления Главного общества российских железных дорог за 1859 год. СПб. 1860 г. Стр. 52-54.

## История строительства
Общество вынуждено было предпринять эту работу вследствие назначенного Правительством пункта для перехода чрез Неман. Пункт этот утвержден в одно время с проектом общего направления, 28 Февраля 1859 года.
… К рытию основной штольни приступлено, с обоих концов, 9 мая 1859 г. Чтобы иметь возможность производить работы в нескольких пунктах в одно время, прорыто 5 шахт, которые, быв начаты в мае и июне были окончены между 29 числом октября и 5 числом декабря того же года.
У отверстия каждой шахты поставлена была паровая машина в 6 сил, для подъёма вырытой земли и для выкачивания воды, в случае надобности.
Сверх того, на отлогости реки Немана устроена наклонная в 1/6 плоскость, с двумя рабочими колеями, для подвозки к шахтам материалов, прибывающих в долину Немана, сухим или водяным путём. Колеи эти продолжены до Петрашунского кирпичного завода, в 2 верстах от тоннеля, где изготовляется большая часть кирпича, потребного на устройство свода.
При таких мерах, подземное сообщение между 4 шахтами открыто 15 Января 1860 г., а ныне проложена и малая штольня.
Впрочем, не ожидая окончания основных штолен, производились и дальнейшие работы по устройству тоннеля, как-то: расчистка штольни в ширину и кладка свода между началом тоннеля со стороны Вильно и шахтой № 1 и между шахтами № 1 и № 2.
- 20 ноября 1861 г. «прошел сквозь Ковенский туннель первый паровоз».[1]
- В 1996 году тоннель был включен в реестр недвижимого культурного наследия Литвы[2].
- С 2007 по 2009 год на средства, выделенные Европейским союзом, была проведена реконструкция тоннеля[3].

### Обходной путь
Во время постройки Ковенского тоннеля, для доставления гравия на Ковенскую станцию и на линию между Ковно и Провенишки, а также для перевозки машин, вагонов, мостов и других предметов, прибывавших водою или же по открытому для движения участку между Ковно и границею, был устроен объездной путь и об этом, как мере временной, тогда же было сообщено Г. Инспектору Варшавской линии.
Усматривая из донесений местных Инженеров, что в объездном пути будет встречаться надобность и впредь, при устройстве обратных сводов и при исправлениях туннеля, Совет Управления имеет честь просить разрешения …на отчуждение занятой под объездную дорогу земли в постоянное владение Общества, как участка необходимого для устройства дороги.
Все протяжение обходного пути 4,66 верст; наибольший уклон 0,012; наименьший радиус кривизны 200 саж.
Вся площадь просимой в отчуждение под дорогу земли, от станции Ковно до соединения с главною линиею по другую сторону туннеля 17023,42 квад. саж. или 7,09 десятин.

Департамент железных дорог, имея в виду новость устройства в России вообще туннелей и значительность протяжения туннеля Ковенского, считает, для обеспечения непрерывного сообщения по ветви к Прусской границе, на случай исправлений устроенных уже сводов или устройства вновь сводов обратных, необходимым оставить проложенную Главным Обществом объездную ветвь в постоянном Общества владении, и находя, что принятые на ветви сей уклоны и радиусы кривизны могут быть допущены, как на пути вспомогательном, полагает представленный Советом проект ветви утвердить и признать оную необходимою принадлежностью самой дороги, почему на эту ветвь имеют быть распространены те же права, как и на главный путь дороги. 4 Августа 1862 г. РГИА, ф. 219, оп. 1, д. 5826, лл. 112 и об., 113 и об.